# Modesto Madariaga
Modesto Madariaga (Corral de Almaguer, 12 de enero de 1904 - Buenos Aires, 4 de junio de 1974) fue un mecánico de aviación español.

## Biografía
Ajustador mecánico de profesión, ingresó en julio de 1924, en la escuela militar de mecánicos de aviación de Cuatro Vientos. De la que salió como soldado mecánico en mayo de 1925, siendo destinado a Getafe, y más tarde a la Base Aeronaval El Atalayón.

### Patrulla Atlántida
Participó como soldado mecánico en el raid a Guinea de los tres hidros de la Patrulla Atlántida. En diciembre de 1928 Ramón Franco lo eligió para ocupar el puesto de mecánico de vuelo en el Dornier 16 en su vuelo de circunvalación al mundo.

### El vuelo del Cuatro Vientos
En noviembre de 1932, Mariano Barberán le designó mecánico del proyecto de vuelo trasatlántico del Cuatro Vientos. Como tal, supervisó la fabricación y puesta a punto del Brueguet XIX GR "Super Bidón", que se estaba construyendo en la factoría de CASA en Getafe. Madariaga llegó a conocer hasta el último tornillo de aquella aeronave.
Poco antes del vuelo del Cuatro Vientos partió en barco a La Habana con uniformes de los tripulantes del aparato y un buen número de piezas de recambio. Al llegar el Cuatro Vientos a La Habana, mientras los pilotos eran aclamados y agasajados Modesto se encargó de realizar unas complejas reparaciones en el depósito de combustible que había sido dañado en el vuelo.
Cuando el avión se perdió en el tramo de vuelo entre Cuba y México permaneció allí hasta que se perdió la esperanza de encontrar a los desventurados pilotos y se encargó de llevar a España y entregar a sus familias las pertenencias de Mariano Barberán y Joaquín Collar.

### Guerra Civil
La guerra civil le sorprendió en Madrid poco antes de emprender las vacaciones con su familia que estaba en San Sebastián, permaneciendo en Cuatro Vientos para defender a la República. Por ello, cuando acabó la guerra fue condenado a 30 años. Después de cumplir condena en varios penales en 1941 se le concedió la libertad vigilada aparejada a un destierro de más de 400 km de Madrid, por lo que va a vivir a San Sebastián con su familia.

### Exilio
Trabajó en varias empresas de mecánica e intentó ingresar en Iberia sin conseguirlo. Emigró a la Argentina en febrero de 1949 seguido nueve meses después por su familia. Allí vivió hasta cuando, próximo a la jubilación, sufrió un cáncer hepático del cual falleció en 1974.